# Écluse de Rybinsk
Lécluse de Rybinsk  marque l'entrée sur le plus célèbre fleuve de Russie, la Volga. Elle est symbolisée par l'imposante statue de la Mère Volga, majestueuse comme le fleuve. 
Construite à l'époque stalinienne, l’écluse est située dans l'oblast de Iaroslavl, à l’entrée du réservoir de Rybinsk. Elle se caractérise par son double bassin (numérotés 11 et 12) ; les bateaux venant de Moscou descendent, ceux allant à Saint-Pétersbourg montent.

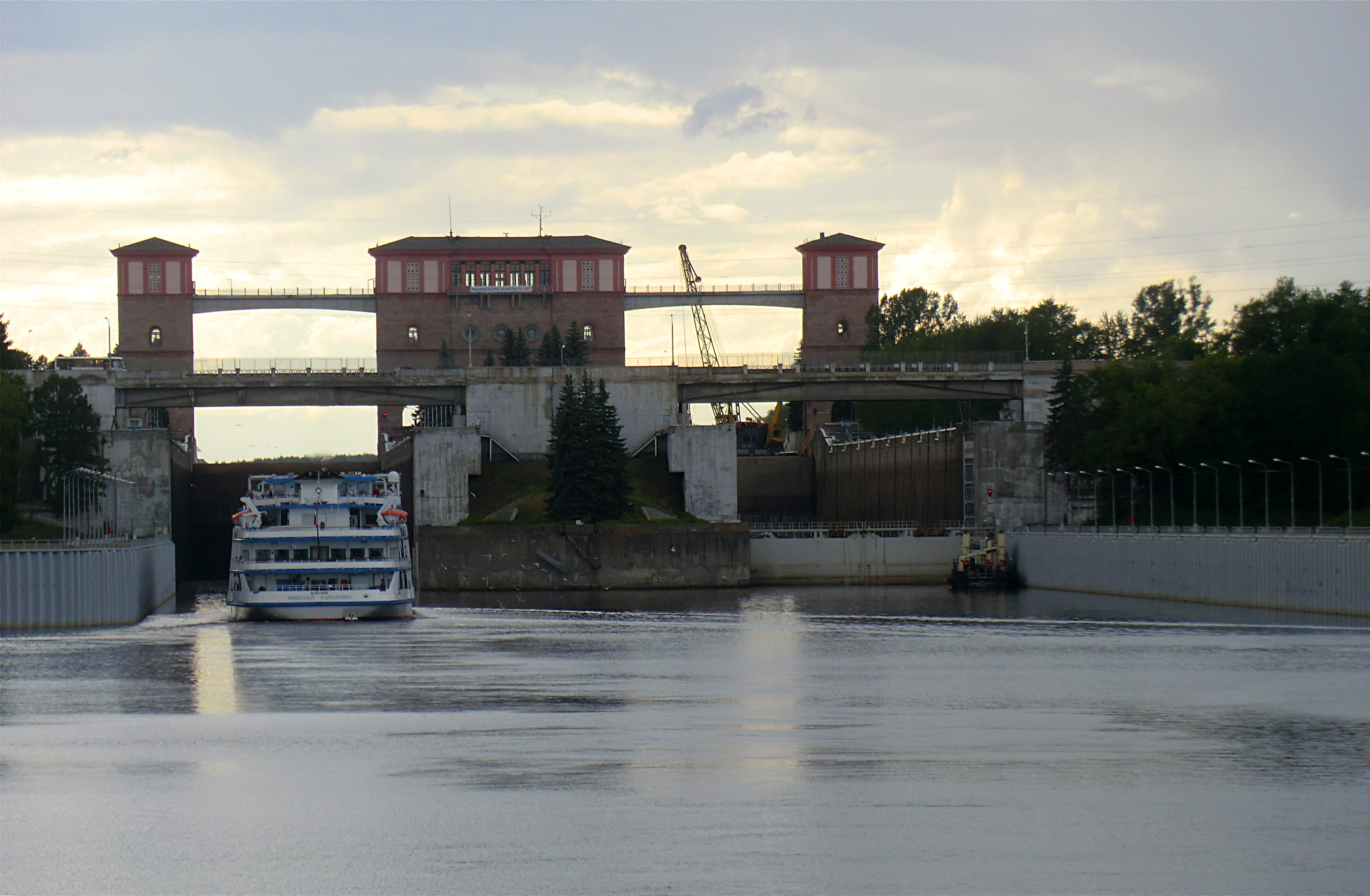
L'écluse à double bassin vue de la Volga
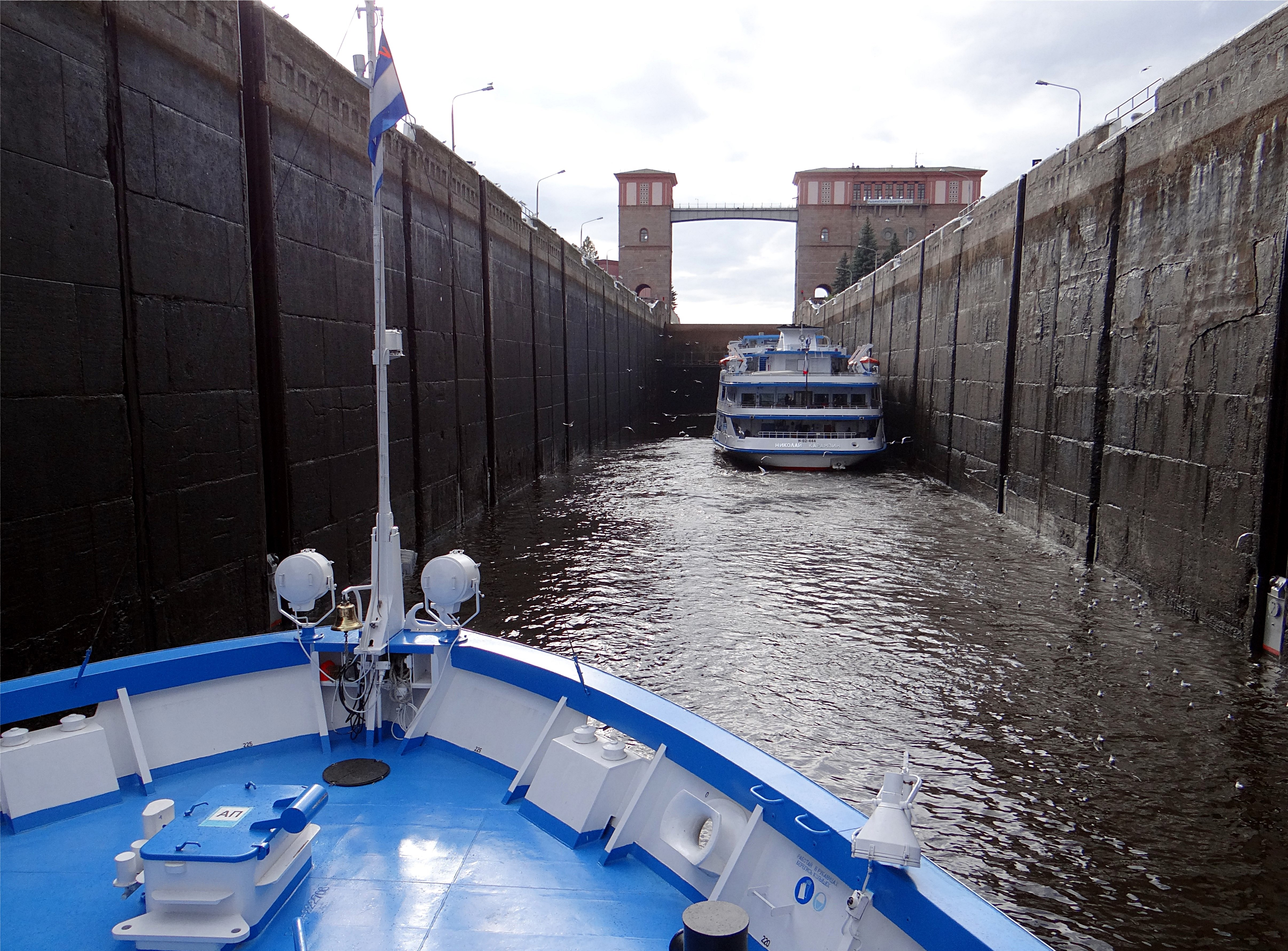
Entrée dans le bassin montant
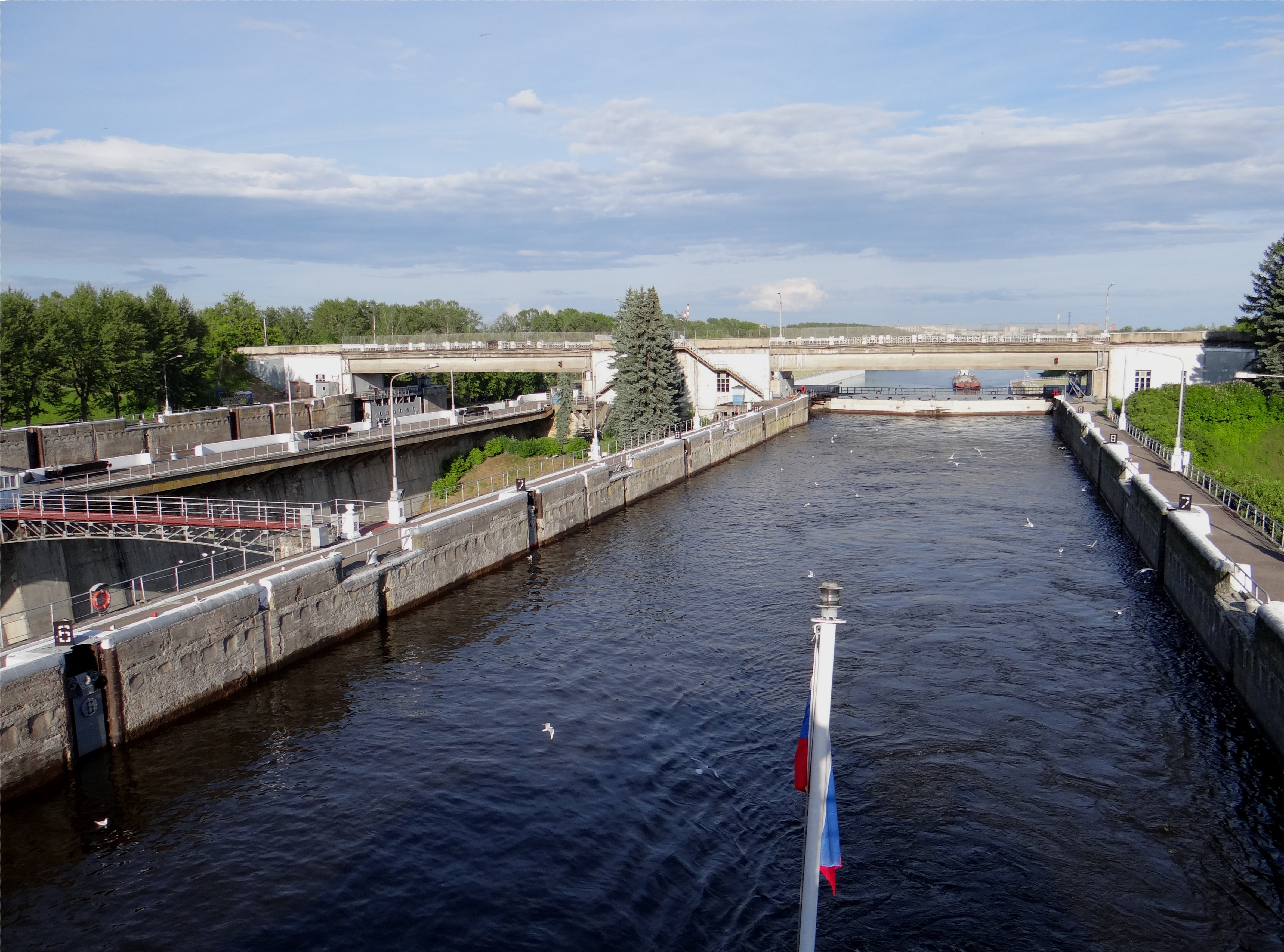
Sortie du bassin montant